# Zlatni ariš
Zlatni ariš (lat. Pseudolarix amabilis), monotipski rod listopadnog četinara iz porodice borovki podrijetlom iz Kine. 
Zlatni ariš atraktivnog je izgleda. Može narasti do 40 metara visine, s deblom promjera od jednog metra. Listovi su svjetlozelene boje, duljine 3-6 cm i široki 2-3 mm. Često se koristi zas formiranje bonsaia.

## Galerija
- Listovi
- Kora
- Listovi na jesen
- Bonsai
- Mlado stablo

## Vanjske poveznice
|  | Zajednički poslužitelj ima još gradiva o temi Pseudolarix amabilis |
|  | Wikivrste imaju podatke o taksonu Pseudolarix amabilis             |